# Acantholeucania ptyonophora
Acantholeucania ptyonophora är en fjärilsart som beskrevs av George Francis Hampson 1905. Acantholeucania ptyonophora ingår i släktet Acantholeucania och familjen nattflyn. Inga underarter finns listade i Catalogue of Life.